# IMac
Ne doit pas être confondu avec IMAC.
L'iMac est la gamme d’ordinateurs tout-en-un grand public d'Apple depuis 1998. Les premiers modèles, à écran cathodique, ont relancé la marque Apple à la fin des années 1990. Neuf générations de cet ordinateur de bureau ont été commercialisées en quatorze ans, du premier modèle coloré aux formes rondes, jusqu'au tout-en-un à écran plat 16:9 (24 pouces), aujourd'hui en vente. Les appareils sont animés par les systèmes d'exploitation Apple : Mac OS 9 pour les premières générations, puis macOS.

Logo actuel de l'iMac.

## Dénomination
Le nom « iMac » comprend « Mac », contraction de l'appellation Macintosh utilisée pour les ordinateurs de la marque depuis 1984, précédé de la lettre (minuscule) « i ». Dans la présentation du premier iMac par Steve Jobs le 6 mai 1998, le « i » évoque à la fois « internet », « individual », « instruct », « inform » et « inspire ».

## Design
Sculpté par Jonathan Ive, l'iMac première version (1998) a créé un véritable choc dans l'industrie informatique, en mettant en avant l'utilisation du design dans ce secteur. Tout d'abord, l'esthétisme joue à la fois sur la forme ronde, les couleurs chaudes, les plastiques doux et dont la couleur ne passe pas avec le temps. Clavier et souris sont assortis à la couleur de l'iMac ; le clavier est réduit à 88 touches, afin de ne pas être plus large que l'écran.

La chronologie de l'iMac de 1998 à 2021, en la comparant à l'original Macintosh 128K (1984). Ce graphique montre l'évolution des caractéristiques physiques et de l'apparence du produit..

Design au sens plein du terme, l'esthétisme accompagnant des fonctions ergonomiques : format monobloc facilitant la prise en main, poignée pour le transport, ouïes pour l'aération, emplacements du processeur, de l'alimentation et de la carte graphique (principales sources de chaleur) choisis sur la carte mère pour permettre une évacuation optimale (à la verticale) de la chaleur, et donc la suppression, dans les trois dernières versions, des ventilateurs, sources de bruit. Les branchements sont tous regroupés à portée de la main, sur le côté droit de l'ordinateur (quand on le regarde), donc accessibles pour un droitier : ports USB, Ethernet, modem, entrée et sortie son, puis ajout de ports FireWire ; en façade, deux prises casques supplémentaires permettent un usage à deux d'un logiciel éducatif, par exemple, ce qui ajoute encore une note de convivialité à l'usage de cet ordinateur. L'iMac première version est un des premiers ordinateurs à avoir intégré le port USB qui, à l'époque, venait d'être spécifié, et qui deviendra par la suite très populaire. L'iMac marque aussi une rupture technologique en n'intégrant délibérément pas de lecteur de disquette, ce qui amorcera le déclin de ce support de stockage.

## Modèles

### L'iMac G3

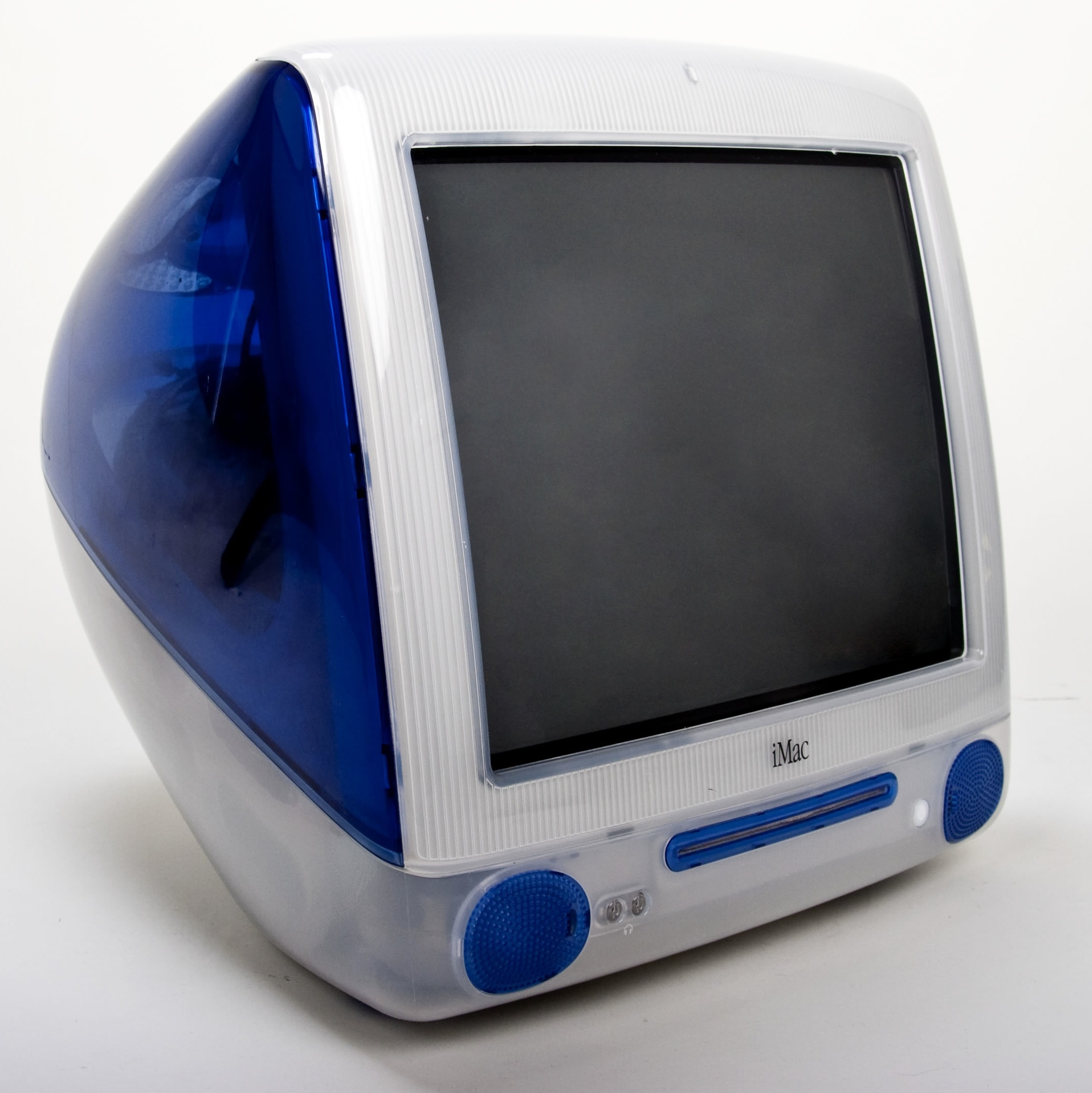
iMac G3 500 MHz Indigo.

L'iMac G3 est le premier modèle d'iMac. Il combine, dans un seul et même boîtier, un écran de 15 pouces et une unité centrale. Initialement uniquement disponible en bleu bondi, il est plus tard disponible en d'autres couleurs. L'iMac G3 est livré avec un clavier et une souris (branchée sur le clavier), s'accordant avec la couleur du boîtier.
Lancé le 6 mai 1998 à Cupertino comme le premier iMac, il est commercialisé entre août 1998 et mars 2003, avant d'être remplacé par l'iMac G4.

### iMac G4 (tournesol)

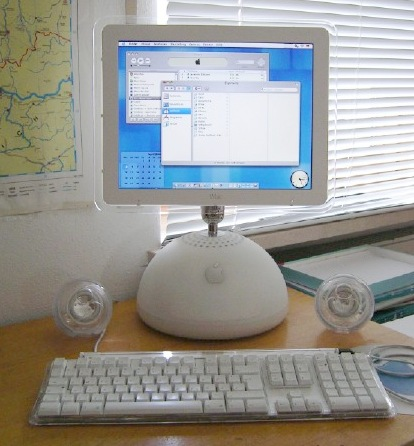
iMac Tournesol G4.

En 2002, Apple sort l'iMac G4, équipé d'un processeur PowerPC G4, avec un design encore plus évolué et une puissance toujours plus grande, le tout étant concentré dans une base hémisphérique d'un diamètre de 27 cm, surmontée d'un écran plat orientable grâce à un bras articulé, ce qui lui a valu son surnom de tournesol. Le modèle haut de gamme possède un graveur de DVD. Doté à l'origine d'un écran 4:3 de 15 pouces, la gamme s'est étoffée progressivement avec la sortie de modèles à écran 16:10 de 17, puis 20 pouces.

### iMac G5

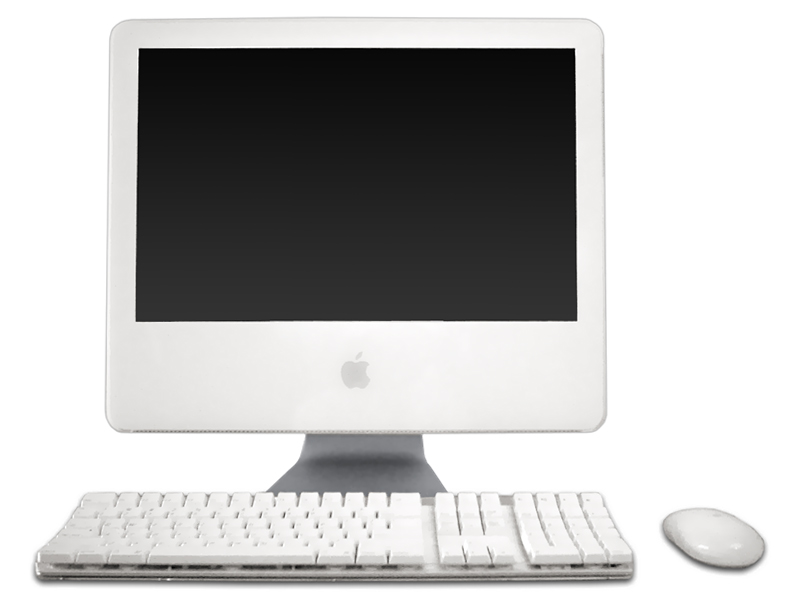
iMac G5.

Le 31 août 2004, à l'Apple Expo de Paris, Phil Schiller — vice-président d'Apple — annonce l'iMac de troisième génération. Celui-ci est doté d'un design encore plus compact : l'ordinateur tient dans ce qui semble n'être que l'écran, plat de surcroit. Cela est rendu possible par l'usage de composants d'ordinateurs portable, ce qui rappelle le Twentieth Anniversary Macintosh ; l'ensemble ne fait pas plus de 5 cm d'épaisseur, et est porté par un pied unique, permettant l'ajustement vertical de l'écran. Le slogan « Où est passé l'ordinateur ? » jouait sur la confusion que pouvait ressentir une personne croyant n'avoir que l'écran en face d'elle et cherchant l'unité centrale. L'iMac G5 est doté d'un processeur PowerPC G5, d'un écran plat 16:10 de 17 ou 20 pouces et d'un graveur de CD-ROM ou de DVD-ROM à fente (« mange-disque ») positionné sur sa tranche.

### iMac Intel
Lancés en janvier 2006, les iMac Intel sont les premiers Macintosh utilisant un processeur Intel. Ils marquent avec le MacBook Pro le coup d'envoi de la transition progressive du PowerPC vers Intel effectuée par Apple. Utilisant d'abord des processeurs Intel Core Duo, une mise à jour fin 2006 remplace ces Core Duo par son successeur l'Intel Core 2 Duo qui ouvre la voie aux iMac Dual Core (2 cœurs) puis Quad Core (4 cœurs) avec l'apparition des premiers Core iX. Son aspect est directement hérité de l'iMac G5, avec un boîtier en polycarbonate blanc, et un écran de format 16:10.

#### iMac aluminium

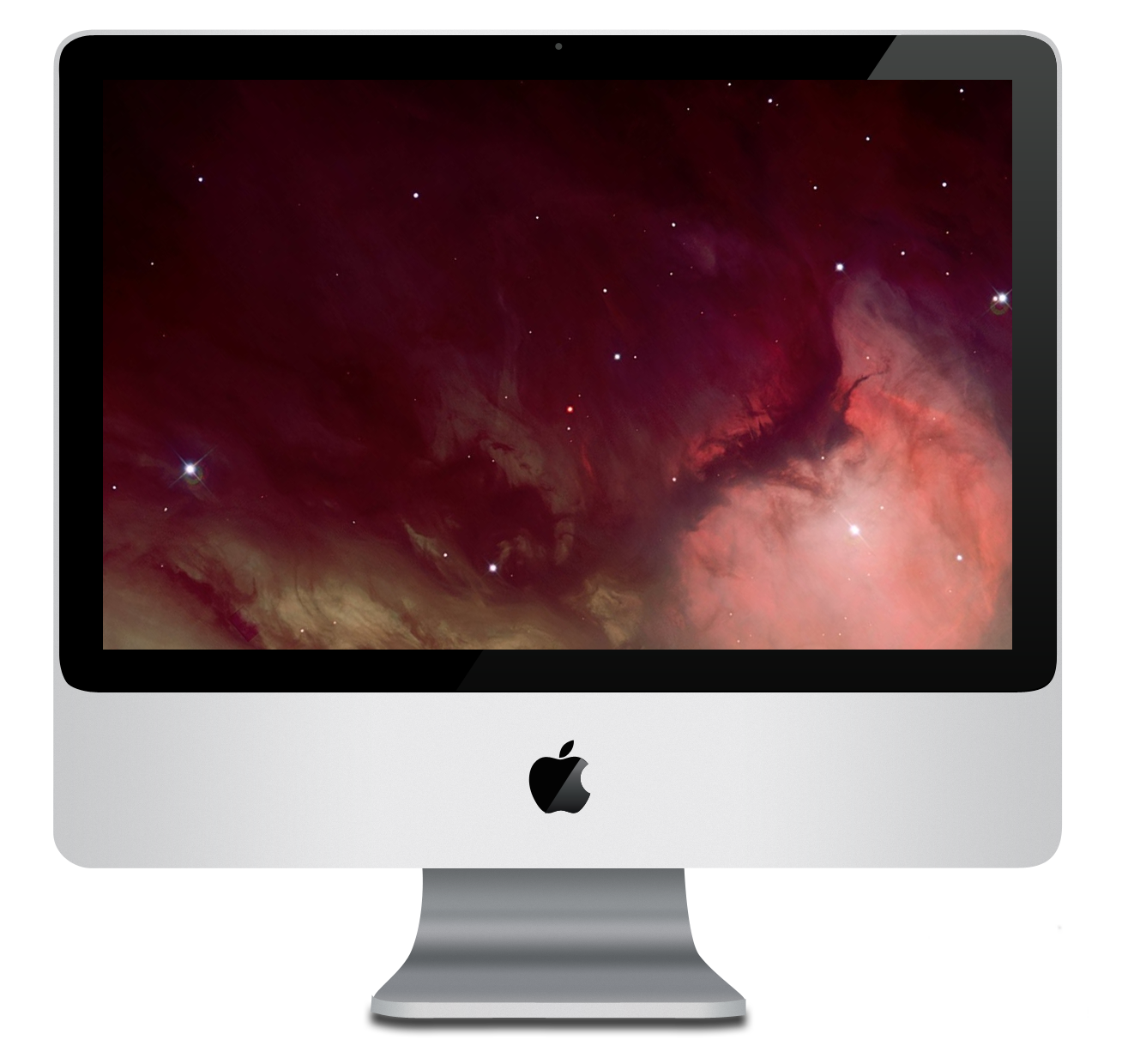
iMac aluminium de 2007.

Au mois d'août 2007, Apple met à jour l'aspect de ses iMac. Le boîtier est désormais en aluminium avec une dalle en verre pour protéger l'écran (toujours 16:10). Ils sont toujours équipés de processeurs Intel, mais ceux-ci sont plus véloces rendant la machine plus puissante.
Deux autres mises à jour suivent en avril 2008 et mars 2009, celles-ci modifiant principalement les caractéristiques techniques de la machine (on peut les reconnaître au pied plus fin sur le bord avant), et introduisant notamment les premiers processeurs Quad-Core (iMac i5 27 pouces).

#### iMac 16:9 Unibody (fin 2009)

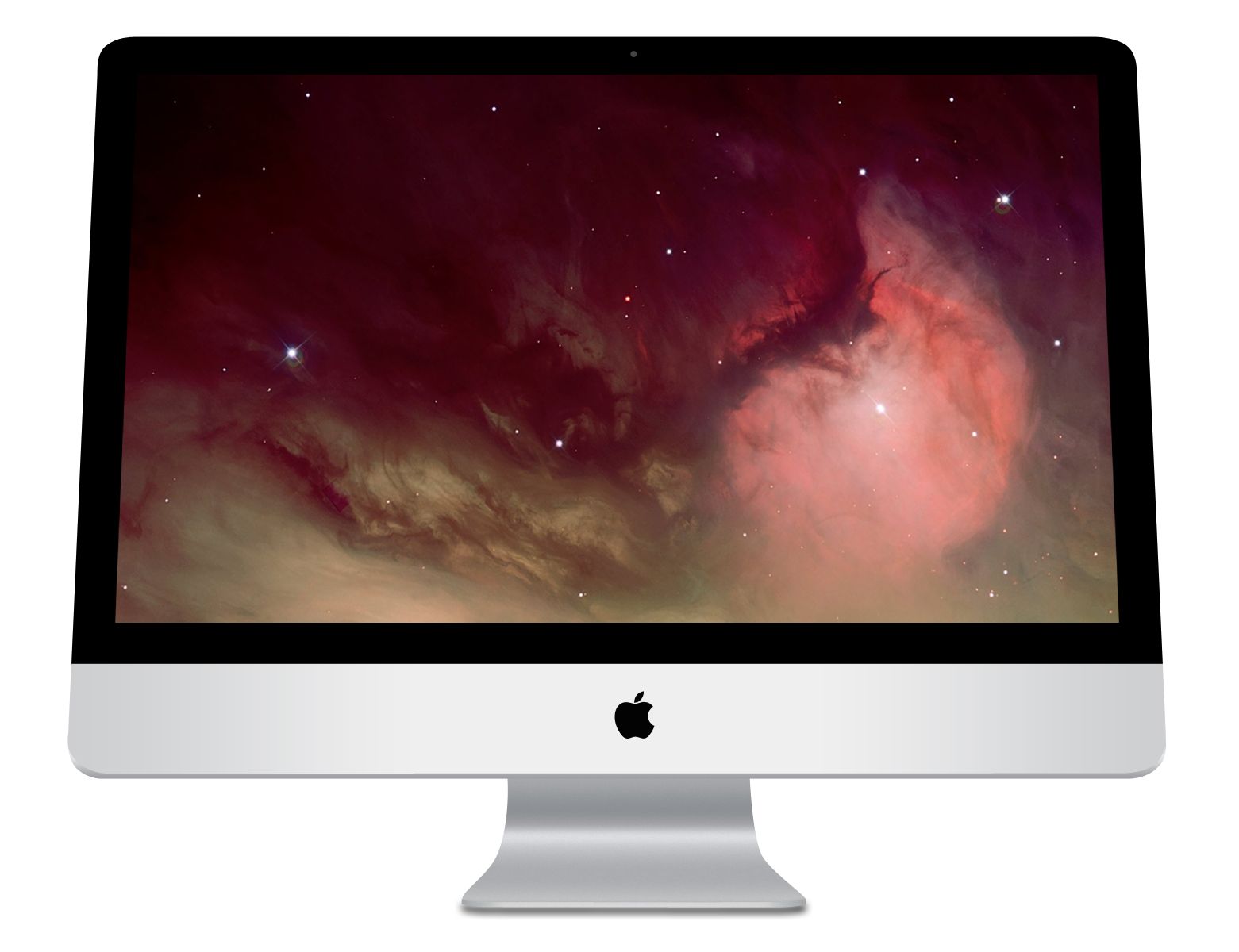
iMac 16:9.

En octobre 2009 est présenté un tout nouvel iMac, avec un écran au format 16:9 et une vision à 178° (IPS). Le style aluminium et verre de la génération précédente est conservé, tout en étant remis au goût du jour. Les formats sont aussi modifiés, passant du 20 (1680 x 1050 pixels) et 24 pouces (1920 x 1200 pixels) au 21,5 (1920 x 1080 pixels) et 27 pouces (2560 x 1440 pixels).

#### iMac 2012
Fin novembre 2012, Apple présente un nouveau modèle d'iMac, presque identique au précédent, avec des bords plus fins. Cet iMac est le premier dans lequel il est possible de rajouter un Fusion Drive ou un SSD de grande capacité. Autre nouveauté : le SuperDrive et le port FireWire ne sont plus présents dans ce Mac.
L'appareil perd, par contre, son lecteur enregistreur optique (CD/DVD), situé sur la tranche latérale dans les modèles précédents et désormais considéré comme une technologie obsolète par Apple.

#### iMac 2013
Début octobre 2013, Apple présente de nouveaux modèles pour sa gamme d'iMac. Sans changement majeur, c'est surtout une mise à jour des composants internes qui est effectuée.
- Passage aux processeurs Intel Haswell.
- Pour les modèles 21,5 pouces, les cartes graphiques nVidia sont remplacées par les puces Intel Iris Pro.
- Les modèles 27 pouces gardent leurs cartes nVidia, mais optent pour de plus récentes.
- Support de la norme Wi-Fi 802.11ac.
- Possibilité d'avoir 1 To de disque dur SSD.
- Diminution des prix par rapport à la gamme 2012.

#### iMac Retina
Au mois d'octobre 2014, Apple présente un nouveau modèle d'iMac 27 pouces équipé d'un écran Retina 5K d'une résolution de 5 120 × 2 880 pixels, supérieure au standard 4K (3 840 × 2 160). C'est un modèle à part de la gamme iMac, qui, d'ailleurs, n'a pas été renouvelée lors de cette présentation.
Ce modèle intègre de meilleurs processeurs Intel Core i5 (ou i7 en option) ainsi qu'une carte graphique AMD, à la différence des autres iMac qui possèdent des puces nVidia. C'est également le seul modèle qui intègre le système Fusion Drive en standard, avec une capacité de 1 To. En octobre 2015, le Magic Keyboard 2 et la Magic Mouse 2 sont inclus dans l'iMac 5K.
Au mois d'octobre 2015, Apple sort un modèle 4K pour l'iMac 21,5 pouces. L'iMac 4K est fourni avec de nouveaux périphériques de saisie, la Magic Mouse 2 et le Magic Keyboard. La Magic Mouse 2 intègre désormais une batterie que l'on peut recharger via son port Lightning.
Ce modèle intègre des processeurs Intel Core i5 (ou i7 en option).
Fin 2020 subsistent un seul modèle 1080p (2,3 GHz, SSD 256 Go), 2 versions 21.5" 4K et 3 versions 27" 5K.

### iMac Apple Silicon

#### M1

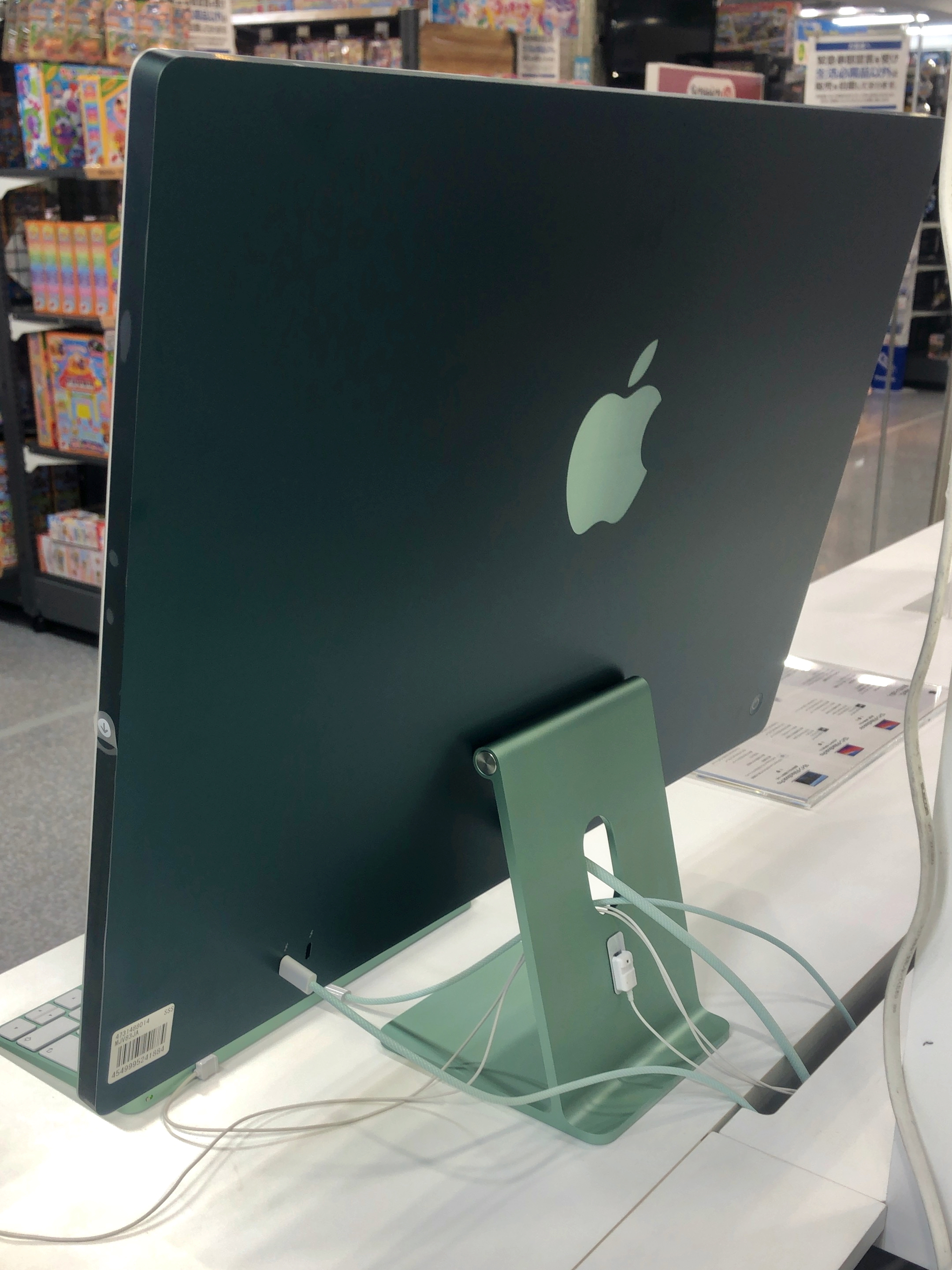
iMac Apple Silicon M1 vert.

Le 20 avril 2021, Apple annonce un nouvel iMac 24" Apple silicon basé sur la puce M1 avec un tout nouveau design remplaçant l'iMac Intel 21,5". Il est équipé d'un écran rétina avec une résolution 4.5K affichant 4480 x 2520 pixels.

#### M3
Le 30 octobre 2023, Apple présente une mise à jour de l'iMac Apple silicon, avec maintenant une puce M3 en remplacement de la M1. 

#### M4
Le 28 octobre 2024, Apple présente une nouvelle version de son iMac 24” avec de nouvelles couleurs et l’ajout de la puce M4 en remplacement du modèle avec la puce M3. Les accessoires livrés avec l’iMac sont maintenant équipés d’un port USB-C.
Ce modèle dispose de base de 16 Go de RAM, et il est possible de choisir en option un écran avec une finition nano-texturée.

## Claviers
Au fil du temps, avec les différents designs qu'ont connus les iMac, Apple a aussi à plusieurs reprises changé le design de ses claviers, afin qu'ils s'adaptent à celui des iMac.